# 134027 Deanbooher
134027 Deanbooher è un asteroide della fascia principale. Scoperto nel 2004, presenta un'orbita caratterizzata da un semiasse maggiore pari a 2,2241611 UA e da un'eccentricità di 0,0642724, inclinata di 5,44820° rispetto all'eclittica.